# Clare Torry

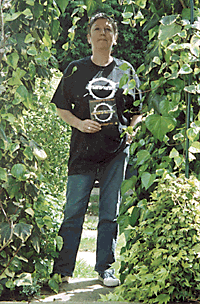
Clare Torry w 2003 roku.

Clare Torry (ur. 29 listopada 1947) – brytyjska piosenkarka.
Clare Torry zyskała sławę wykonując wokalizę w utworze zespołu Pink Floyd – The Great Gig In The Sky (album The Dark Side of the Moon). W 1986 Roger Waters zaprosił ją do współpracy przy solowym albumie Radio K.A.O.S. W 1990 ponownie wystąpiła z Pink Floyd, tym razem na festiwalu w Knebworth. 
Ponadto współpracowała z Alan Parsons Project, Meat Loaf, Culture Club i Tangerine Dream.